# Tegellav
Tegellav (Psora decipiens) är en lavart som först beskrevs av Johann Hedwig, och fick sitt nu gällande namn av Franz Georg Hoffmann. Tegellav ingår i släktet Psora och familjen Psoraceae.  Arten är reproducerande i Sverige. Inga underarter finns listade i Catalogue of Life.

## Källor

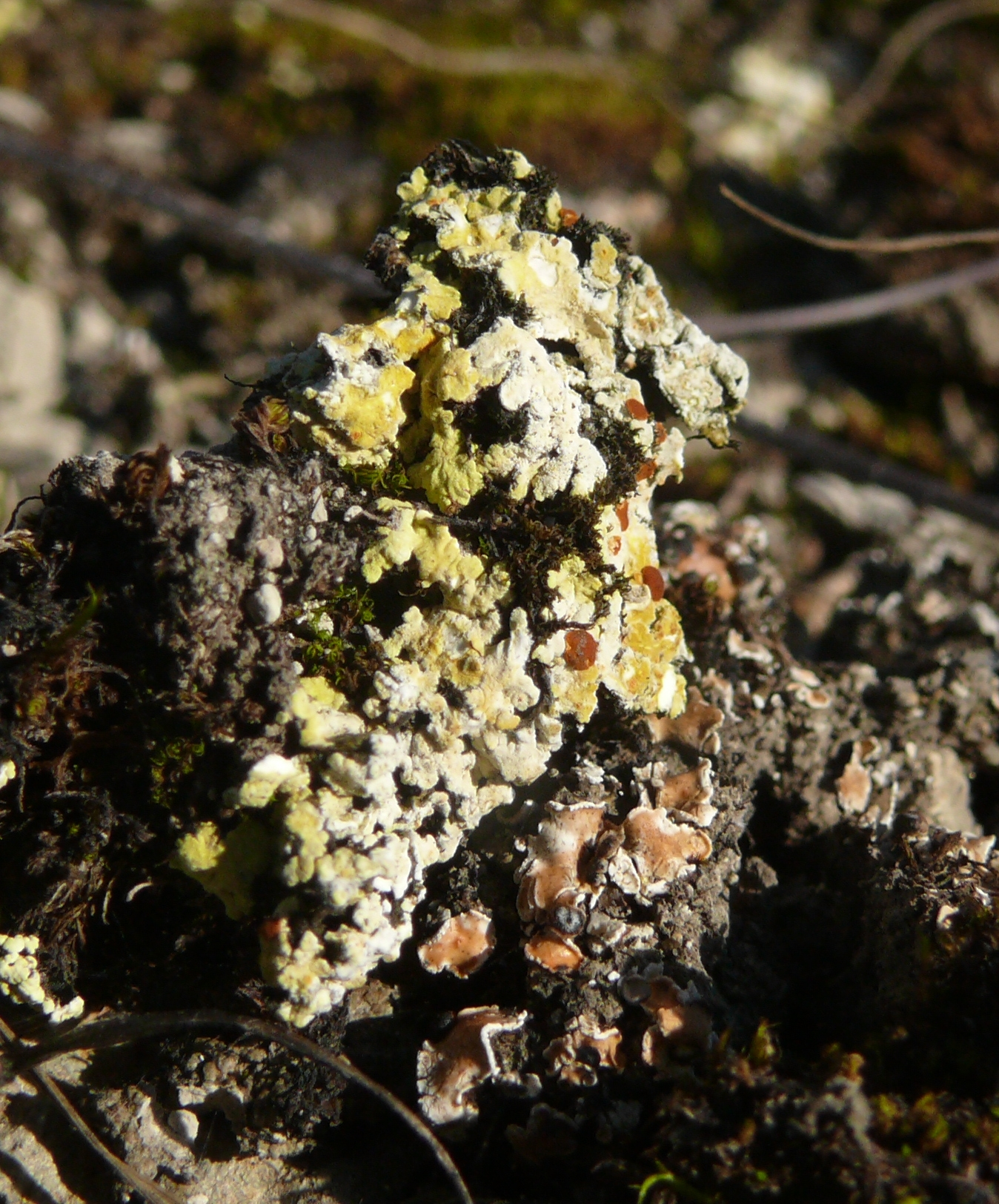
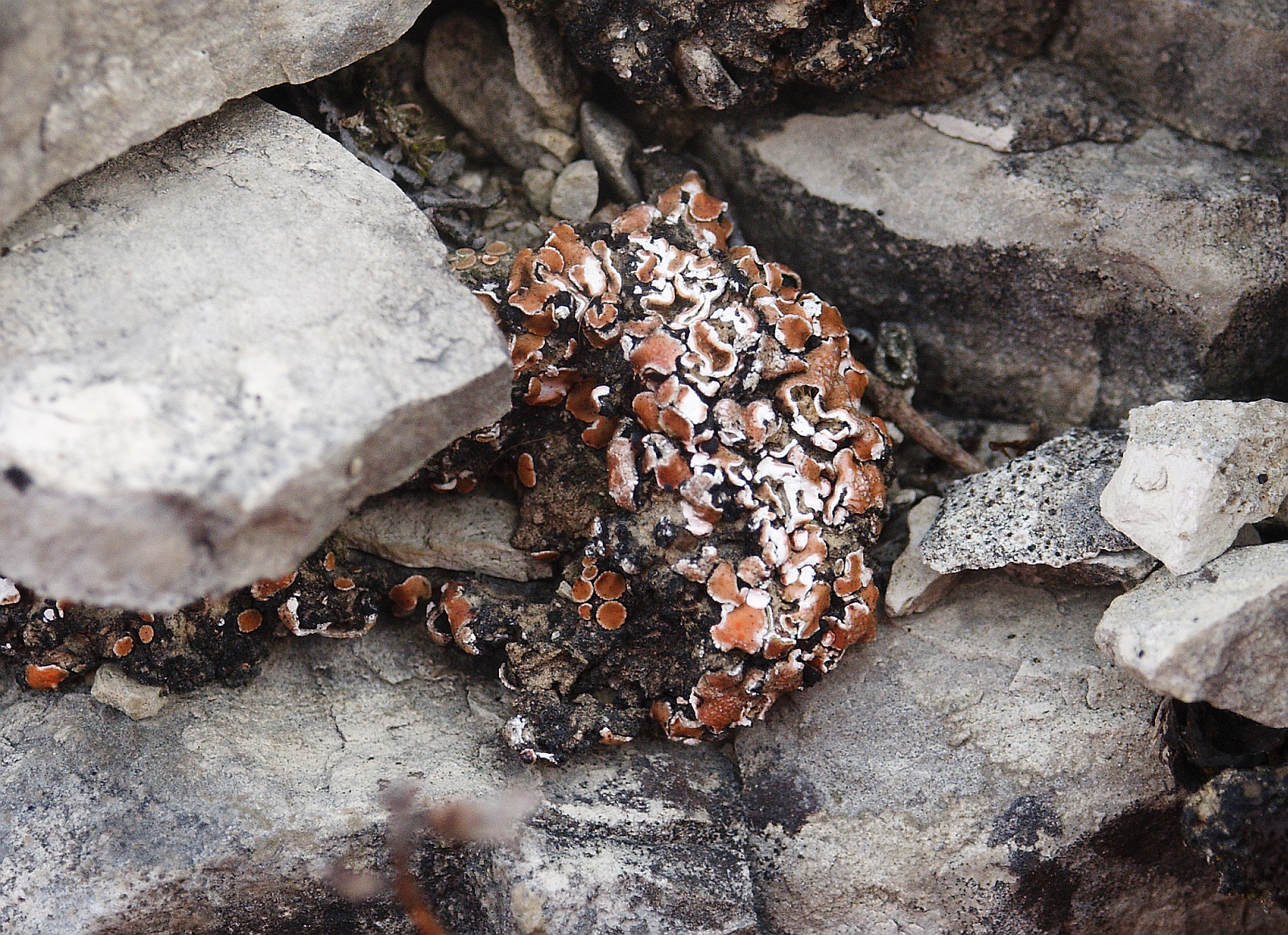
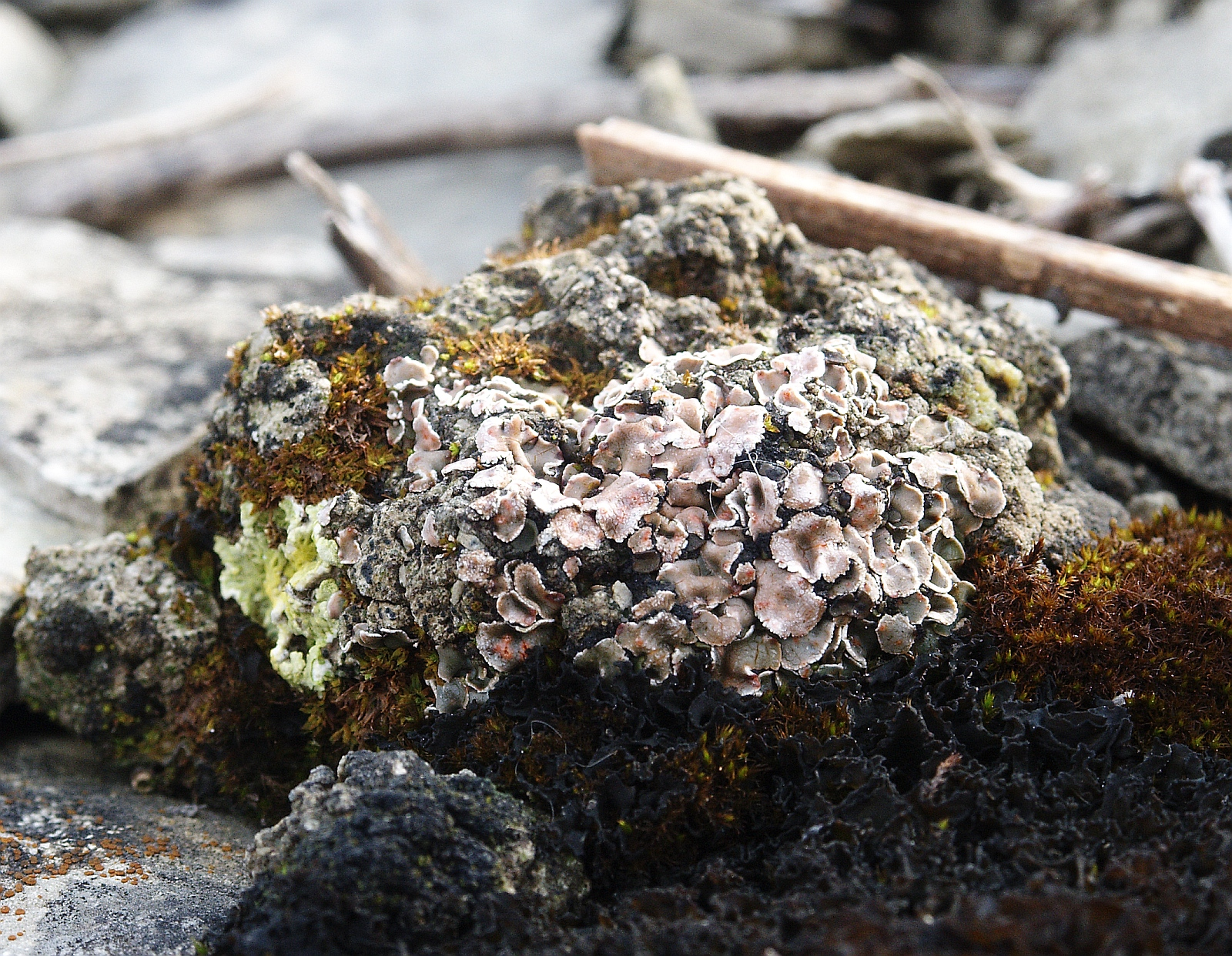
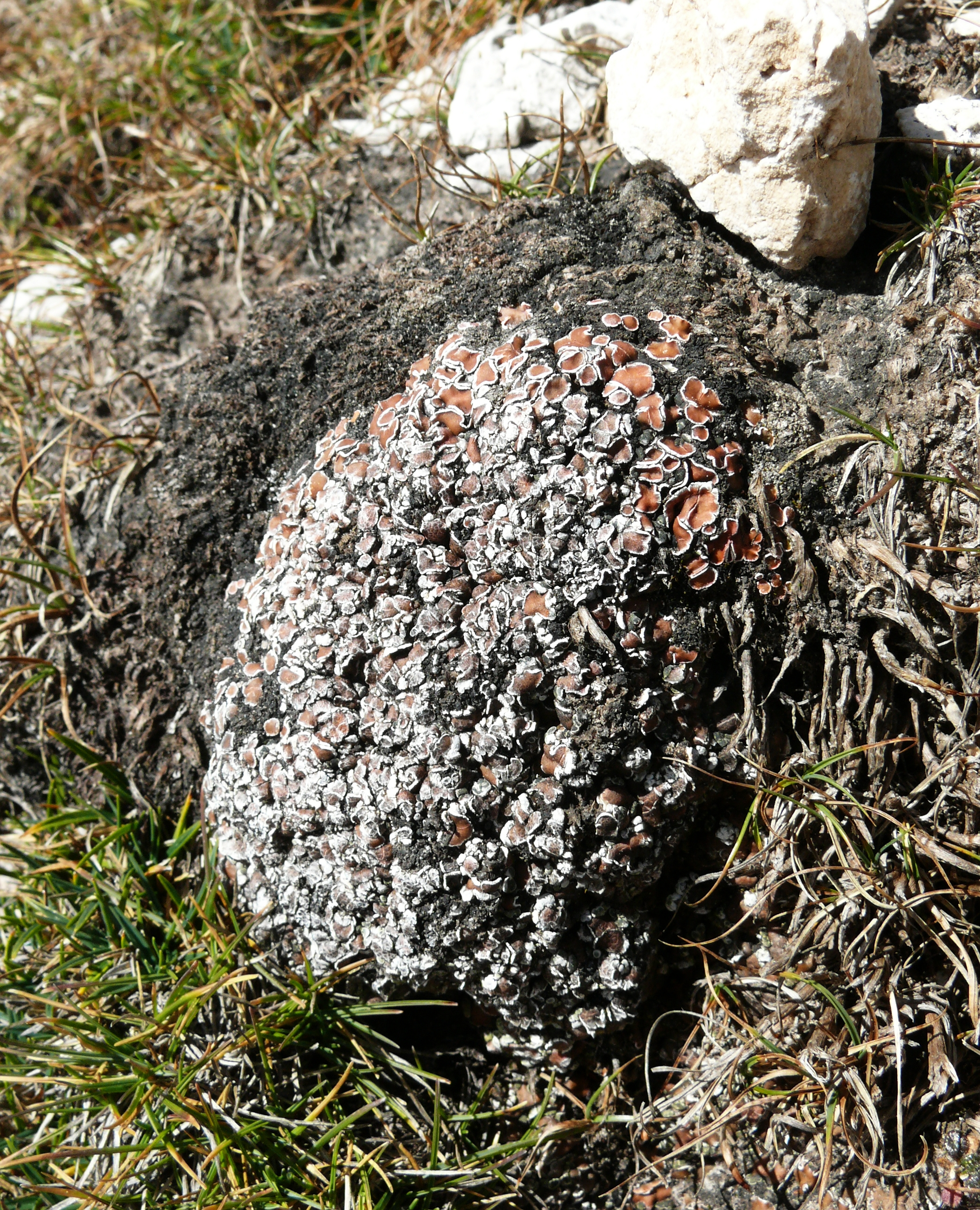